# Liste der Monuments historiques in Saccourvielle
Die Liste der Monuments historiques in Saccourvielle führt die Monuments historiques in der französischen Gemeinde Saccourvielle auf.

## Liste der Bauwerke
| Bezeichnung                          | Beschreibung              | Standort | Kennzeichnung | Schutzstatus | Datum | Bild           |
| ------------------------------------ | ------------------------- | -------- | ------------- | ------------ | ----- | -------------- |
| Glockenturm der Kirche St-Barthélemy | Erbaut im 12. Jahrhundert | (Lage)   | PA00094444    | Classé       | 1944  | weitere Bilder |

## Liste der Objekte
- Monuments historiques (Objekte) in Saccourvielle in der Base Palissy des französischen Kultusministeriums